# Бут, Пэт
Пэт Бут (англ. Pat Booth, Lady Lowe, 24 апреля 1943 — 11 мая 2009[…]) — британская модель, фотограф и автор любовных романов.

## Биография
Выросшая в Ист-Энде Лондона в семье отца-боксёра и амбициозной матери, Бут позировала таким фотографам, как Норман Паркинсон, Аллен Джонс и Дэвид Бейли в 1960-х годах. Известно, что она послужила моделью для «стола» Аллена Джонса: женщина на четвереньках, несущая на спине стеклянную столешницу. Позже она сама стала фотографом, снимая таких известных личностей, как Дэвид Боуи и Бьянка Джаггер, Жан-Клод Дювалье, а также королеву Елизавету II и королеву-мать.
Её работы выставлялись в Национальной портретной галерее, а также в журналах The Sunday Times и Cosmopolitan. В 1980-х годах она обратилась к написанию пикантных и гламурных любовных романов, отчасти вдохновлённых её собственным гламурным образом жизни. Её работы были опубликованы как в США, так и в Великобритании.
Однако она также была ревностной католичкой и регулярно посещала церковь. Она оказывала помощь женщинам, которые забеременели, но не могли содержать ребёнка.
Первый муж Бут, Гарт Вуд, врач, покончил жизнь самоубийством в 2001 году. В браке родился сын Орландо Вуд; у них также была приёмная дочь Камелия Вуд. В 2008 году она снова вышла замуж за сэра Фрэнка Лоу. На церемонии бракосочетания присутствовала её близкая подруга Патти Бойд. 
Бут умерла от рака лёгких в лондонской больнице 11 мая 2009 года в возрасте 66 лет.

## Частичная библиография
- Lady and the Champ (1980)
- Rags to Riches (1981)
- Master Photographers: The World's Great Photographers on Their Art and Technique (1983)
- Self Portrait (1983)
- Sparklers (1983)
- The Big Apple (1984)
- Palm Beach (1985)
- The Sisters (1987)
- Beverly Hills (1989)
- Malibu (1990)
- Miami (1991)
- All for Love (1993)
- Marry Me (1996)
- American Icon (1998)
- Temptation (1998)
- Nashville (2000)

## External links
- Произведения Бут